# Telecine

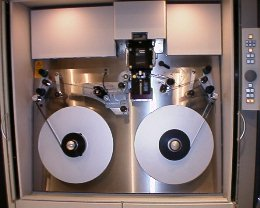
SDC-2000 Spirit DataCine Film Deck

El telecine es un proceso para convertir a un estándar de TV, una imagen registrada en un soporte fotoquímico, una imagen sobre película cinematográfica, una imagen electrónica o una imagen de vídeo. También recibe el nombre de telecine el equipamiento mecánico que se usa para este fin.
Hay que convertir las películas que se han producido sobre celuloide para poder emitirlas por televisión. De hecho, la palabra telecine proviene de la contracción de televisión y cine .También hay que realizar este proceso para poder publicar una película cinematográfica sobre soportes electrónicos como discos DVD o discos Blu-ray y poderlos ver con equipos de vídeo estándar, tales como televisores, reproductores de videocasete (VCR), equipos de Home-Cinema o incluso en los ordenadores. Inicialmente, esto permitió a las emisoras de televisión producir programas utilizando películas, normalmente de 16 mm, y que luego transmitían en el mismo formato y calidad que las otras formas de producción televisiva
Otra de las posibilidades que ofrece el telecine es la de poder manipular, mediante sistemas electrónicos, la imagen filmada previamente sobre soporte fotoquímico, durante la fase de postproducción. En este caso, el telecine efectúa escaneando las imágenes para poder obtener un resultado de alta calidad que, más tarde, pueda volver a ser transferido soporte celuloide manteniendo la calidad original de rodaje.

## Historia
Las emisoras de televisión fueron las primeras empresas que realizaron conversiones usando un telecine. Para ello comenzaron utilizando proyectores de cine combinados con una pequeña pantalla de cristal esmerilado donde se proyectaba la imagen que era recogida por una cámara de televisión. Estos primeros equipos eran de mala calidad y exigían una permanente atención por parte de los equipos técnicos de las emisoras que se veían obligados a ajustar manualmente la brillantez y el contraste de la imagen electrónica, mucho menos tolerante que la fotoquímica en condiciones de iluminación extremas.
Los sistemas PAL y SECAM trabajan a 25 ips. Para convertir estos sistemas lo habitual es acelerar la película directamente para pasar de 24 a 25 imágenes por segundo. El sonido se acelera también, lo que aumenta el tono levemente (un 4%), aunque no suele ser un problema grave.
El sistema NTSC, al trabajar a 30 ips por segundo, obliga a efectuar una serie de procesos más complejos para realizar la conversión, ya que si se aumentara simplemente la velocidad de proyección se producirían distorsiones —imagen mucho más rápida y sonido mucho más agudo— intolerables. Por ello se usa un sistema denominado pulldown para adaptar la velocidad de 24 ips a 30 ips (60 FPS).
En la actualidad se usan otras tecnologías de telecine mucho más sofisticadas que permiten efectuar transferencias electrónicas de películas sobre celuloide. Estos sistemas procesan las imágenes digitalmente para que siempre haya un buen equilibrio entre luz y sombras, y un color correcto.
Pero el telecine no sólo se utilizó para la emisión de películas. También se utilizó para la realización de programas de televisión, normalmente rodados en exteriores, ya que existían reticencias a utilizar las cámaras de televisión fuera de los platós a menos que se tratara de una emisión en directo. De esta manera era muy corriente, sobre todo en series de televisión que combinaban interiores y exteriores, que se mezclaran en una misma producción imágenes de vídeo con imágenes provenientes de telecine. También era corriente el uso del telecine en los primeros tiempos de la televisión en color en algunos países donde la utilización de cámaras de cine en color era más barata y llegó antes que la utilización de cámaras de televisión en color, con el que los primeros programas en color se realizaban íntegramente empleando el telecine.

## Pulldown

### Diferencias de velocidad de imagen
La parte más compleja del telecine es la sincronización del movimiento de la película mecánica y de la señal de vídeo electrónico. Cada vez que el vídeo (tele) parte del telecine muestra la luz electrónicamente, la parte de la película (cine) del telecine debe tener un cuadro en perfecto registro y listo para fotografiar. Esto es relativamente fácil cuando se fotografía la película con la misma velocidad de fotograma que muestra la cámara de vídeo, pero cuando esto no es cierto, se requiere un procedimiento sofisticado para cambiar la velocidad de fotogramas.
Para evitar problemas de sincronización, los laboratorios de más alto nivel utilizan ahora un sistema de escaneo en lugar del sistema de telecine. Esto les permite escanear un cuadro diferente de vídeo digital para cada fotograma de la película, proporcionando una calidad superior a la que podría conseguir un sistema de telecine. Normalmente, los mejores resultados se consiguen utilizando un algoritmo de interpolación suavizante en lugar de un algoritmo de duplicación de cuadros (como pulldown de 3: 2, etc.) para ajustar las diferencias de velocidad entre el porcentaje de películas y el de vídeo.
Problemas similares se producen cuando se utiliza la sincronización vertical para evitar el tearing, que es un problema diferente que se da cuando las tasas de imagen no coinciden.

### Pulldown 2: 2
En los países que utilizan los estándares de vídeo PAL o SECAM, la película destinada a la televisión se fotografía a 25 fotogramas por segundo. El estándar de vídeo PAL emite a 25 fotogramas por segundo, por lo que la transferencia de película a vídeo es sencilla; para cada cuadro de película, se captura un cuadro de vídeo. 
Las películas originalmente filmadas a 24 fotogramas / s se muestran a 25 fotogramas / s. Aunque normalmente no se nota en la imagen (pero puede ser más notable durante las escenas de acción, sobre todo si se han filmado en cámara ‘rápida’ - velocidad de filmación inferior a la velocidad estándar de proyección), el aumento del 4% de la velocidad de reproducción provoca un aumento ligeramente notable del tono de audio de poco más de 0.679 semitonos, que a veces se corrige con un cambio de velocidad, aunque el cambio de tono es una innovación reciente y sustituye un método alternativo de telecine para formatos de 25 fotogramas. 
El pulldown 2: 2 también se utiliza para transferir espectáculos y películas, filmados a 30 fotogramas por segundo, vídeo NTSC, que tiene una velocidad de exploración de 60 Hz. (como pe Friends y Oklahoma! -1955),
Aunque el aumento de velocidad del 4% ha sido normal desde los primeros tiempos de la televisión PAL y SECAM, recientemente una nueva técnica ha ganado popularidad,   y la velocidad y el tono de la presentación en telecine resultantes son idénticas a la de la película original. 
Este método de pulldown se utiliza a veces para convertir material de 24 fotogramas / s en 25 cuadros. Normalmente, se trata de una transferencia de película a PAL sin el 4% de aceleración mencionado anteriormente. Para películas a 24 fotogramas / seg, hay 24 fotogramas de película por cada 25 fotogramas de vídeo PAL. Para adaptarse a esta discrepancia en la tasa de fotogramas, se distribuirán 24 cuadros de película en 50 campos PAL. Esto se puede conseguir insertando un campo pulldown cada 12 fotogramas, por lo que se difunden efectivamente 12 fotogramas de película en 25 campos (o "12,5 fotogramas") de vídeo PAL. El método utilizado es 2: 2: 2: 2: 2: 2: 2: 2: 2: 2: 2: 2 (Euro) pulldown (véase más abajo). 
Este método surgió por la frustración con las bandas sonoras que quedaban más rápidas y agudas y que tradicionalmente acompañaron las películas transferidas al público PAL y SECAM. Algunas películas empiezan a ser convertidas de este modo. Es especialmente indicado para películas donde la banda sonora tiene una importancia especial. 
Cuando una emisora de televisión de una región NTSC emite una película o un espectáculo que utiliza una versión / impresión PAL, pero que se emite en formato NTSC, a veces no realizan la conversión pulldown PAL a NTSC o se realiza de manera incorrecta. Esto hace que el programa se acelere ligeramente y / o suene más fuerte, debido al ritmo más rápido de las líneas PAL 576 líneas / 50 Hz vs. el formato NTSC 480 líneas / 60 Hz. 

### Pulldown 2: 3
En Estados Unidos y en otros países donde la televisión utiliza la frecuencia de exploración vertical de 59,94 Hz, el vídeo se emite a 29,97 FPS. Para que el movimiento de la película se muestre con precisión en la señal de vídeo, un telecine debe utilizar una técnica llamada pulldown 2: 3 para convertir de 24 a 29,97FPS (también se conoce como pulldown 3: 2, dones sólo hay un frame de diferencia). El término "pulldown" proviene del proceso mecánico de "estirar" (mover físicamente) la película hacia abajo dentro de la parte de la película del mecanismo de transporte, para adelantarse la de un cuadro al siguiente con un ritmo repetitivo (nominalmente 24 fotogramas). Esto se hace en dos pasos. El primer paso es retrasar el movimiento de la película entre 1/1000 y 23.976 FPS. La diferencia de velocidad es imperceptible para el espectador. Para una película de dos horas, el tiempo de reproducción se amplía por 7,2 segundos. El segundo paso del pulldown 2: 3 es distribuir cuadros de cine en campos de vídeo. A la velocidad de 23.976 FPS, hay cuatro fotogramas de película por cada cinco fotogramas a 29,97 FPS: 
{\displaystyle {\frac {23.976}{29.97}}={\frac {4}{5}}}
Estos cuatro fotogramas "estiran" haciendo cinco aprovechando la naturaleza entrelazada del Vídeo de 60 Hz. Para cada fotograma, en realidad hay dos cuadros o campos incompletos, uno para las líneas impares de la imagen y uno para las líneas pares. Hay, por tanto, diez campos por cada cuatro cuadros de vídeo, que se denominan A, B, C y D. El telecine pone alternativamente un cuadro "A" en medio de dos campos, un cuadro B en medio de tres campos, uno cuadro C en medio de dos campos y un cuadro D en medio de tres campos. Se puede escribir como AABBBCCDDD oro 2-3-2-3 o simplemente 2-3. El ciclo se repite completamente tras exponer cuatro cuadros de la película: 

### Pulldown 3: 2
El patrón "3: 2" es idéntico al patrón "2: 3" mostrado anteriormente, excepto que se desplaza un cuadro. Por ejemplo, un ciclo que comienza con el cuadro de la película B produce un patrón de 3: 2: BBBCCDDDAA oro 3-2-3 o simplemente 3-2. Es decir, no hay diferencias entre los patrones 2-3 y 3-2. De hecho, la notación "3-2" es engañosa porque, según los estándares SMPTE para cada secuencia de película de cuatro cuadros, el primer cuadro se escanea dos veces y no tres veces.

### Otros patrones de pulldown
Se utilizarán técnicas similares para las películas rodadas con "velocidades silenciosas" de menos de 24 FPS, que incluyen formatos de películas caseras (el estándar para películas estándar de 8 mm fue de 16 FPS y 18 FPS para película de super 8 mm ). película muda (en 35   el formato mm normalmente era de 16 FPS, 12 FPS, o incluso inferior). 
- 16 FPS (en realidad, 15.985) NTSC 30 cuadro / s (en realidad 29,97): el pulldown debe ser 3: 4: 4: 4
- 16 FPS PAL 25: el pulldown debe ser de 3: 3: 3: 3: 3: 3: 3: 4 (una mejor opción sería pasar la película a 16.67 FPS, simplificando el desplazamiento a 3: 3)
- 18 FPS (realmente 17.982) NTSC 30: el pulldown debe ser de 3: 3: 4
- 20 FPS (en realidad 19.980) NTSC 30: el pulldown debe ser de 3: 3
- 27,5 FPS NTSC 30: el pulldown debe ser de 3: 2: 2: 2: 2
- 27,5 FPS PAL 25: el pulldown debe ser 1: 2: 2: 2: 2

También se han descrito otros patrones que hacen referencia a la conversión progresiva de la velocidad de fotograma necesaria para visualizar un vídeo de 24 cuadros (por ejemplo, desde un reproductor de DVD) en una pantalla progresiva (por ejemplo, LCD o plasma ):
- 24 FPS a 96 FPS (repetición de cuadros 4x): el pulldown es 4: 4
- 24 FPS 120 FPS (repetición de cuadro 5x): el pulldown es de 5: 5
- 24 FPS hasta 120 FPS (3: 2 pulldown seguido de 2 x desentrellaçament): el pulldown es 6: 4

## Judder
En el caso de querer ver escenas filmadas a 24 FPS en el mundo NTSC, el proceso telecine empleado, el "pulldown 2: 3" crea un pequeño error en la señal de vídeo respeto con los cuadros de películas originales, que, cuando la cámara (o algún elemento de la acción) se mueve lentamente, provoca unas ligeras "sacudidas" (en inglés "judder") en la imagen de vídeo, alrededor de dos veces por segundo. al reproducir en PAL material en el que se había aplicado un pulldown de 2: 3, por haber sido convertido en vídeo NTSC, tiene un problema similar denominado pulldown inverso. El proceso de pulldown se ilustra en la siguiente imagen 

Esta es una de las razones por las que las películas visualizadas en un equipo NTSC típico de casa pueden no aparecer tan uniformes como las visualizadas en un cine y en equipos domésticos PAL. El fenómeno es particularmente evidente durante los movimientos de cámara lentos y estables que aparecen ligeramente desiguales cuando se ha hecho una conversión con telecine. Este fenómeno (artifact) se conoce generalmente con el nombre de telecine judder. En el apartado siguiente se discute el telecine inverso o pulldown 2: 3 inverso. 
El material PAL en el que se había aplicado un pulldown de 2: 3, por haber sido convertido de film NTSC, tiene una similar falta de suavidad, aunque este efecto no se llama normalmente "telecine judder". Efectivamente, cada duodécimo cuadro de película se muestra durante la duración de tres campos PAL (60 milisegundos), mientras que los otros 11 cuadros se muestran cada uno durante la duración de dos campos PAL (40 milisegundos). Esto provoca un ligero "hipo" en vídeo alrededor de dos veces por segundo, que se conoce como "Euro pulldown" ya que afecta ampliamente las conversiones hechas por los territorios europeos. 

### Telecine inverso (IVTC o pulldown inverso)
Algunos reproductores de DVD, reproductores Blue Ray y grabadores de vídeo personales están diseñados para detectar y eliminar el pulldown de 2: 3 de las fuentes de vídeo convertidas, reconstruyendo así los cuadros de película de 24 fotogramas. Esta técnica se conoce como telecine "inverso". Las ventajas del telecine inverso incluyen la visualización no entrelazada de gran calidad en dispositivos de pantalla compatibles y la eliminación de datos redundantes con fines de compresión. 
El telecine inverso es crucial para poder procesar material de cine en un sistema digital de edición no lineal como Lightworks, Sony Vegas Pro, Avid o Final Cut Pro, ya que estas máquinas producen listas de corte negativo que hacen referencia a cuadros específicos del material original. Cuando el vídeo de un telecine ingiere en estos sistemas, el operador suele disponer de un "trazado de telecine" en forma de un archivo de texto, que da la correspondencia entre el material de vídeo y el original de la película. Alternativamente, la transferencia de vídeo puede incluir marcadores de secuencias de telecine "quemados" en la imagen de vídeo junto con otros datos de identificación, como el código de tiempo. 
También es posible, pero más difícil, realizar telecine inverso sin conocer previamente donde se encuentra cada campo de vídeo en el patrón pulldown 2: 3. Esta es la tarea de la mayoría de equipos de consumo, como los reproductores de DVD y los grabadores de vídeo personales. Idealmente, sólo hay que identificar un campo único, el resto siguiendo el patrón en paso de bloqueo. Sin embargo, el patrón pulldown 2: 3 no necesariamente se mantiene constante durante todo el programa. Las ediciones realizadas en material de película tras la salida de 2: 3 pueden introducir "saltos" en el patrón si no se tiene cuidado de preservar la secuencia de fotogramas original (esto sucede a menudo durante la edición de programas de televisión y anuncios en formato NTSC). La mayoría de los algoritmos de telecine inverso intentan seguir el patrón 2: 3 utilizando técnicas de análisis de imágenes, por ejemplo, buscando campos repetidos. 
Algoritmos que realizan la eliminación de desplazamiento 2: 3 también realizan la tarea de desentrelazado . Es posible determinar algorísmicament si el vídeo contiene un patrón pulldown 2: 3 o no y hacer un telecine inverso (en el caso del vídeo de origen cinematográfico) o desentrelazado (en el caso de fuentes de vídeo nativas).

## Sistemas de telecine

### CCD Line array

Las partes de un escáner CCD: (A) bombilla de xenón; (B) plano de la película; (C) y (D) prismas y / o espejos dicroicos; (E), (F) y (G) rojos, verdes y azules sensibles al azul.

La empresa Robert Bosch GmbH, Fernseh Div., Que más tarde se convertiría en BTS inc. - Sistemas de vídeo digital de Philips, Grass Valley de Thomson y finalmente DFT Digital Technology introdujo el primer telecine CCD del mundo (1979), el FDL-60 . El FDL-60 diseñado y fabricado en Darmstadt, Alemania Occidental, fue el primer telecine con tecnología de estado sólido . 
Rank Cintel (ADS telecine 1982) y Marconi Company (1985) hicieron CCD telecines por un corto período de tiempo. El telecine del modelo Marconi B3410 vendió 84 unidades durante un período de tres años e indirectamente Marconi todavía mujer mantenimiento.
En un dispositivo de telecontrol de la línea CCD del sensor CCD, una luz "blanca" pasa a través de la imagen de la película expuesta en un prisma, que separa la imagen de los tres colores primarios, rojo, verde y azul. Cada rayo de luz de color se proyecta en un CCD diferente, uno para cada color. El CCD convierte la luz en impulsos eléctricos que la electrónica de la telecine modula en una señal de vídeo que se puede grabar en cinta de vídeo o emisión. 

### Cámaras de vídeo que generan vídeo, telecine y "film look"
Algunas cámaras de vídeo profesionales y cámaras de vídeo de consumo son capaces de grabar en "24 FPS" progresivo o "23.976 FPS". Este vídeo tiene características de movimiento similares al cine y es el componente principal de la llamada " apariencia de película ". 
Para la mayoría de cámaras "24 FPS", el proceso de pulldown virtual 2: 3 se hace dentro de la cámara. Aunque la cámara está capturando un cuadro progresivo al CCD, al igual que una cámara de película, entonces se impone un entrelazado en la imagen para grabarla en una cinta para poder reproducir en cualquier televisor estándar. No todas las cámaras manejan el formato "24 FPS" de esta manera, pero muchas lo hacen.
Las cámaras que registran 25 fotogramas (s) (PAL) o 29,97 FPS (NTSC) no necesitan utilizar pulldown de 2: 3, ya que cada cuadro progresivo ocupa exactamente dos campos de vídeo. En la industria del vídeo, este tipo de codificación se denomina cuadro segmentado progresivo (PSF) . PsF es conceptualmente idéntico al pulldown 2: 2, sólo que no hay ningún original de la película que se tenga que transferir. 

## Televisión digital y alta definición
La televisión digital y los estándares de alta definición ofrecen varios métodos para codificar material de película. En formatos de 50 FPS, como 576i50 y 1080i50, pueden incluir contenido de películas utilizando un 4% de aumento de velocidad como PAL. Los formatos entrelazados 59.94 FPS, como 480i60 y 1080i60, utilizan la misma técnica de pulldown de 2: 3 que NTSC. En formatos progresivos de 59.94 FPS, como 480p60 y 720p60, se repiten cuadros enteros (en lugar de campos) con un patrón de 2: 3, consiguiendo la conversión de velocidad de cuadros sin entrelazar y sus artefactos asociados. Otros formatos como 1080p24, pueden decodificar material de película a su tasa nativa de 24 o 23.976 FPS 
Todos estos métodos de codificación se utilizan hasta cierto punto. En los países PAL, los formatos de 25 cuadros siguen siendo la norma. En los países NTSC, la mayoría de las emisiones digitales de material progresivo de 24 cuadros, tanto de alta definición como de alta, siguen utilizando formatos entrelazados con pulldown de 2: 3, aunque ATSC permite formatos progresivos originales de 24 y 23 976 cuadros para ofrecer la mejor imagen calidad y eficiencia de codificación, y son ampliamente utilizados en la producción de películas y vídeos de alta definición. Hoy en día, la mayoría de proveedores de televisores HD venden televisores LCD en países de NTSC / ATSC capaces de Tasas de refresco de 120Hz o 240Hz y conjuntos de plasma capaces de 48, 72 o 96   Actualización de Hz. Cuando se combinan con una fuente compatible con 1080p24 (como la mayoría de reproductores de discos Blu-ray), algunos de estos conjuntos pueden mostrar contenido basado en películas utilizando un esquema de distribución múltiple de 24, evitando así los problemas asociados con 2: 3 pulldown o el 4% de velocidad utilizada en los países PAL. Por ejemplo, un 1080p 120Hz   El conjunto que acepta una entrada de 1080p24 puede conseguir un pulldown de 5: 5 repitiendo simplemente cada fotograma cinco veces y, por tanto, no produce artefactos de imagen asociados con el sistema de telecine. 

## Gate weave
El efecto "gate wave", conocido en este contexto como "telecine weave" o "telecine wobble", es un artefacto característico de la digitalización en tiempo real del telecine, causado por el movimiento de la película dentro de la puerta de la máquina de telecine. Se han probado numerosas técnicas para minimizar el "gate wave", utilizando tanto las mejoras en el manejo de las películas mecánicas como en el postproceso electrónico. Los sistemas de telecine de exploración de líneas son menos vulnerables a la velocidad máxima que las máquinas con puertas convencionales de películas. algunos efectos "gate wave", son inherentes a la película cinematográfica, ya que se generó dentro de la cámara de cine original: las técnicas modernas de estabilización de la imagen digital pueden eliminar tanto el "gate wave" de la puerta del telecine como del escáner . 

## Telecine soft y hard
Sobre soporte DVD, el material convertido puede ser generado mediante telecine hard o bien telecine soft . En el caso del telecine hard , El vídeo se almacena en el DVD con una tasa de reproducción (29,97 FPS para el NTSC, 25 FPS para el PAL), utilizando los fotogramas de telecine tal como se muestra en la imagen. En el caso del telecine soft , Las imágenes se almacenan en el DVD a la velocidad del cine (24 o 23.976 FPS) en el formato progresivo original, con marcas especiales insertadas en el flujo de vídeo MPEG-2 que piden al reproductor de DVD que repita determinados campos con el fin de conseguir el pulldown necesario durante la reproducción. Los reproductores de DVD de exploración progresiva ofrecen, además, una salida a 480 p mediante el uso de estos indicadores para duplicar frames en lugar de campos. Los DVD de NTSC suelen ser de telecine soft, aunque existen DVD de baja calidad En el caso de DVD PAL que utiliza un pulldown de 2: 2, la diferencia entre el telecine soft y el telecine hard desaparece, y ambos pueden considerarse iguales. En el caso de los DVD PAL que utilizan pulldown de 2: 3, se puede aplicar un telecine tanto soft como hard. . 
El Blu-ray ofrece soporte nativo de 24 FPS, lo que permite una cadencia de 5: 5 en la mayoría de televisores modernos.

## Galería

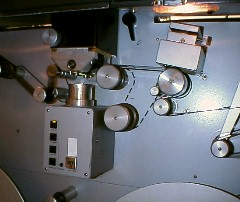
Bosch Fernseh FDL 60 Telecine Film Deck y Lens Gate
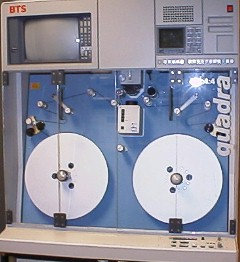
Cuadra Telecine Film Deck
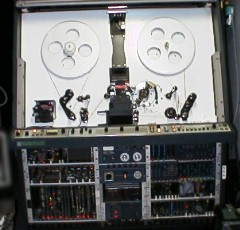
Clasificación Cintel Mark 3 Telecine
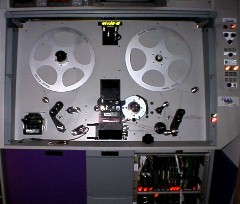
Cintel URSA Diamond Telecine
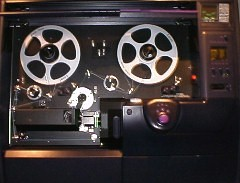
Cintel C-Reality Film Deck Telecine
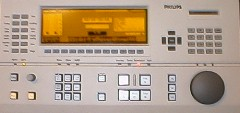
Panel de control funcional del SDC-2000 Spirit DataCine-FCP
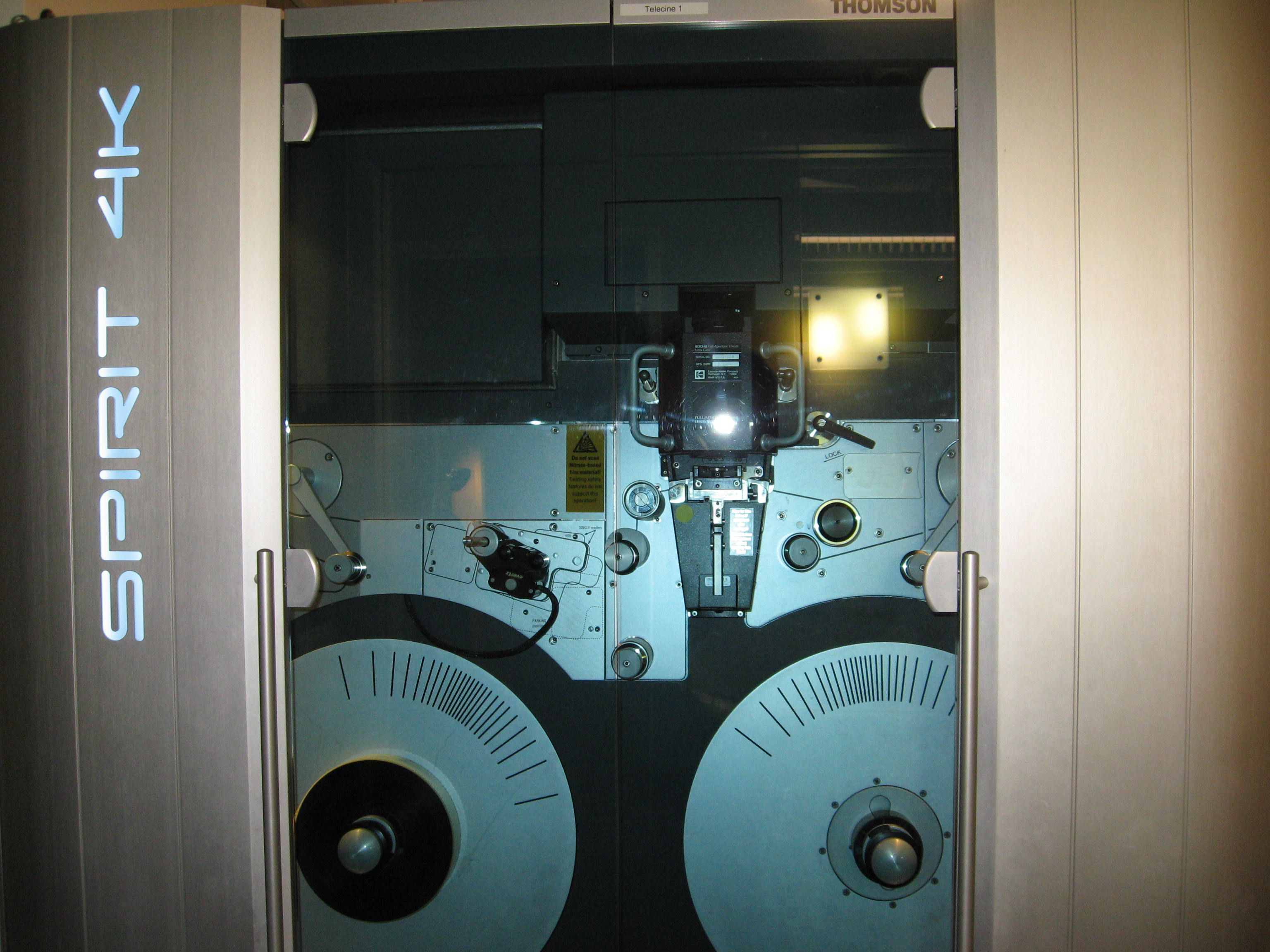
Spirit Datacine 4k con las puertas cerradas
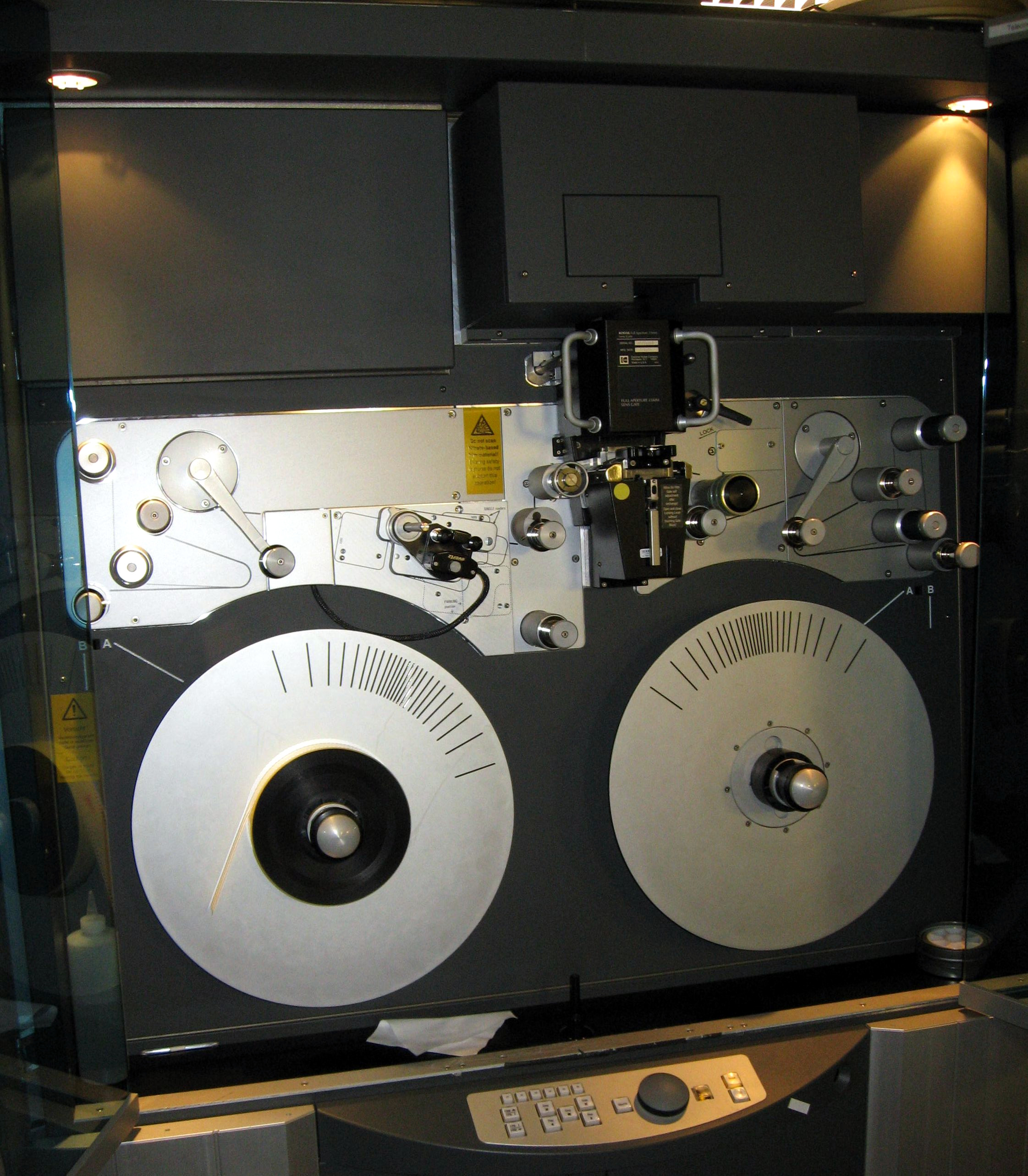
Spirit Datacine 4k con las puertas abiertas
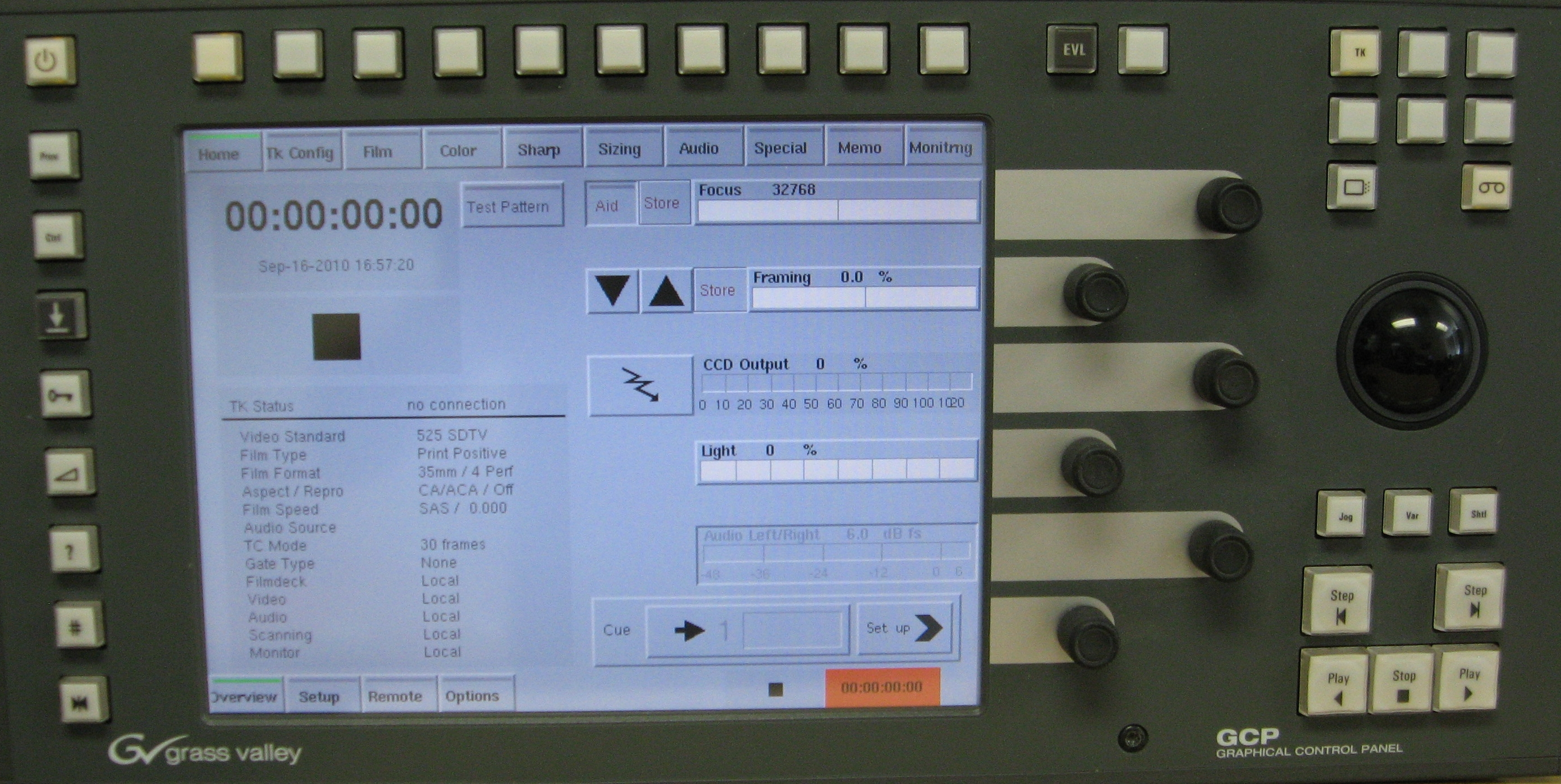
Panel de control GCP para Spirit Datacine
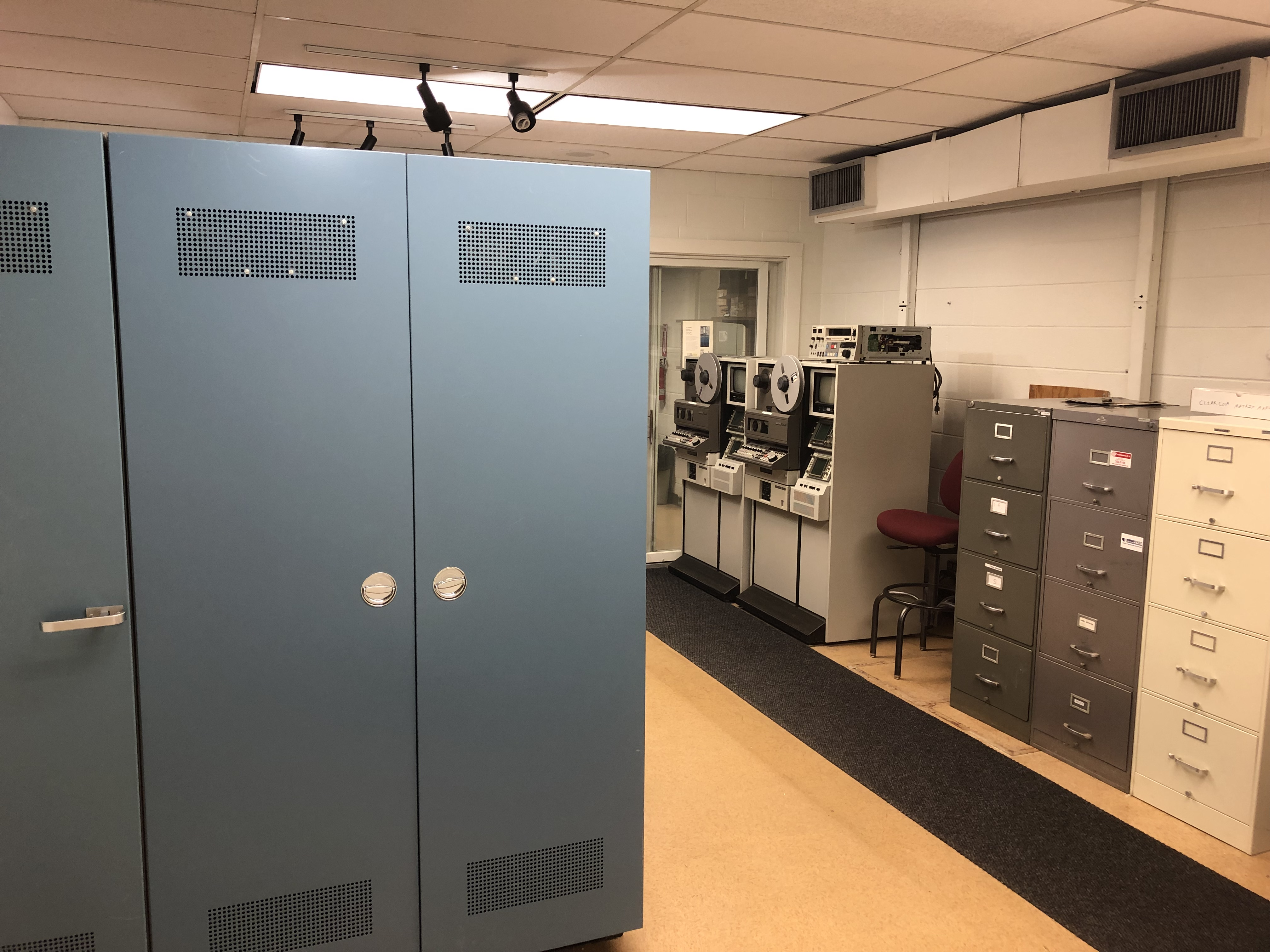
Una sala de telecines.